# 더스파 군마
더스파 군마(일본어: ザスパ群馬, 영어: Thespa Gunma)는 일본 군마현을 연고로 하는 J3리그 소속 축구팀으로 1995년 일본에서 가장 잘 알려진 온천 여행지 중 하나인 구사쓰정을 연고지로 탄생되었으며 이 팀의 이름은 "구사쓰 온천"(The Spa, Kusatsu)을 의미한다. 그리고 J리그의 경기장 규제 때문에 군마현의 현청 소재지인 마에바시시 근처에 위치한 쇼다 쇼유 스타디움 군마를 홈 그라운드로 사용하고 있다.

## 역사
1995년 리에종 구사쓰 축구 클럽(リエゾン草津フットボールクラブ, Liaison Kusatsu Football Club)이라는 이름으로 창설되었는데 선수들은 히가시 니혼 사커 아카데미에서 전문화된 훈련을 받은 학생들이었다. 
그러나 재정 문제로 1999년에 학교가 문을 닫자 선수들은 클럽을 유지시켜 구사쓰에 머물기로 결심했고 그 후 2002년 무렵 J리그로의 승격 계획을 가지고 구사쓰 온센 FC로 통합되어 더스파 구사쓰(일본어: ザスパ草津, Thespa Kusatsu)라는 새로운 팀명을 채택한 뒤 2004 시즌 일본 풋볼 리그에서 3위를 차지하며 창단 첫 J리그 입성에 성공했다.
그리고 더 나아가 같은 해 천황배에서는 전 시즌 천황배 준우승팀 세레소 오사카, J리그 디비전 1 2004 챔피언 요코하마 F. 마리노스 등의 강호들을 차례대로 꺾고 천황배에 처음으로 참가하자마자 8강까지 오르는 대이변을 일으켰는데 이는 현재까지도 더스파 군마가 국내 메이저 컵대회에서 거둔 역대 최고 성적으로 기록되어 있다.
2013 시즌을 앞두고 팀명을 더스파구사쓰 군마로 변경한 뒤 2023 시즌까지 이 팀명을 사용하는 동안 J3리그 2019에서 준우승을 차지하며 3년만에 J2리그로 복귀하기도 했으며 그 후 2024 시즌을 앞두고 구단 명칭을 더스파 군마로 변경했으나 J2리그 2024에서 20팀 중 최하위에 머무르며 6년만에 J3리그 복귀를 확정지었다.

## 선수 명단

### 현역
참고: FIFA 자격 규정에 따라 소속된 국가대표팀 국기를 표시합니다. 선수는 복수의 FIFA 비회원국 국적을 가지고 있을 수 있습니다.
| 번호 | 포지션 | 국적 | 이름   |
| ---- | ------ | ---- | ------ |
| 21   | GK     |      | 김제희 |

| 번호 | 포지션 | 국적 | 이름 |
| ---- | ------ | ---- | ---- |

## 역대 감독
| 감독            | 임기        |
| --------------- | ----------- |
| 데즈카 사토시   | 2005        |
| 사노 도루       | 2009        |
| 핫토리 히로키   | 2015 ~ 2016 |
| 모리시타 히토시 | 2017        |
| 구도 기요카즈   | 2021        |